# Stan Kenton
Stanley Newcomb Kenton (Wichita, Kansas, 1911. december 15. – Reading, Pennsylvania, 1979. augusztus 25.) amerikai zongorista, innovatív zenekarvezető, nagyszerű komponista és későbbi éveiben dzsesszoktató volt. Ellentmondásos, kultikus figurája a dzsessznek, aki az érzelmeket kifejező, erőteljes, összetett hangzásra helyezte a hangsúlyt.

## Életpályája

### Kezdetek
Stan Kenton 1911. december 15-én született a kansasi Wichitában. Az 1930-as években különféle tánczenekarokban (Vido Mussonál, majd Gus Arnheimnél) játszott a nyugati parton, míg 1941-ben megalakította saját együttesét. Elképzeléseit hangszerelések és saját kompozíciók formájában valósította meg, de ekkoriban még inkább csak tisztességes zongoristaként volt ismert. Az egyik száma után Artistry in Rhythm-ként elnevezett zenekar főként a korszak tánctermi igényeit igyekezett kielégíteni, rendszeresen játszottak a Rendezvous Ballroom hálás közönségének a kaliforniai Balboa Beach-en. Összetétele 3 trombitából és 3 pozanból álló rézfúvós kórus, 5 szaxofon és 4 fős ritmusszekció volt.

### Progressive Jazz Orchestra
Kisebb kezdeti nehézségek után az 1940-es évek második felére Kenton nagy népszerűségre tett szert. Zenéjére "progresszív jazz"-ként hivatkozott, innen az új név: Progressive Jazz Orchestra (1947-től), és miközben más együttesek sorra oszlottak fel, az övé koncertzenekarrá fejlődött. Pete Rugolo lett a fő hangszerelő, June Christy pedig az énekesnő, akinek slágerei (többek között Tampico, Across the Alley From the Alamo, It's Been a Long Long Time) jelentősebb anyagi sikereket hoztak Kentonnak. Az évtized végére minden szekció kibővült, a bongók és kongák szerepeltetése latin ízeket kevert az eredeti hangzásba.

### Innovations in Modern Music Orchestra
1950-re összeállított egy vonósokkal, fafúvósokkal kiegészített 43 tagú zenekart, az Innovations in Modern Music Orchestrát. Ebben a figyelemre méltó projektben olyan zenészek működtek közre mint Maynard Ferguson vagy Bud Shank. Bob Graettinger komplex, kvázi-klasszikuszenei hangszereléseivel a repertoárjában két turnét csinált végig, de ez a periódus nem bizonyult túl jövedelmezőnek. 1952-ben Kenton visszaváltott a kezelhetőbb 19 fős felállásra, amely New Concepts of Artistry in Rhythm néven több emlékezetes albumot is készített. Bill Holman, Bill Russo és Gerry Mulligan szvinges szerzeményei domináltak ez idő tájt, és tehetséges zenészek (többek között Lee Konitz, Frank Rosolino, Zoot Sims) csatlakoztak az együtteshez.

### Mellophonium Orchestra
Kenton utolsó sikeres kísérlete az 1960-63 között működő Mellophonium Orchestra volt. A négy mellofónium külön szekciót alkotott, és bár igen nehéz volt a hangszeren tisztán játszani, izgalmas felvételek készültek, a West Side Story és az Adventures in Jazz albumokat Grammy-díjjal ismerték el. 1963-tól előszeretettel alkalmazott fiatal tehetségeket, ami olcsó megoldás volt, de sajnos gyakran az eredetiség kárára ment. Figyelme egyre inkább a dzsessz oktatása felé fordult, partitúráit egyetemi big bandek rendelkezésére bocsátotta. Így egyrészt elérte, hogy sok zenekar hangzása "Stan Kentonossá" vált, másrészt viszont az ő zenekarának hangzása lett hasonlatos egy jó egyetemi zenekaréhoz. Szinte 1979. augusztus 25-én bekövetkezett haláláig zenekarvezetőként tevékenykedett.
Stan Kenton mindig is a jól megválogatott zenészgárdájáról és kiváló zeneszerzőiről volt ismert, de nem szabad megfeledkezni arról, hogy a saját kompozíciói és hangszerelései szolgáltatták az alapot, amire zeneszerzői építettek. Időnként mind zenészeit, mind hallgatóságát kihívások elé állította újszerű, jövőbe mutató zenéjével, és más zenekarvezetőknél jobban megosztotta a jazzrajongókat. Kenton féktelen lelkesedéssel közelített a dzsesszhez, ami akkor is megmaradt, amikor visszavonult, hogy pszichológiát tanulmányozzon, amely élete másik nagy szenvedélye volt.

## Fontosabb albumok
- Innovations in Modern Music (1950)
- New Concepts of Artistry in Rhythm (1952)
- Contemporary Concepts (1955)
- Cuban Fire! (1956)
- Back To Balboa (1958)
- West Side Story (1961)
- Adventures in Jazz (1961)